# Palais Muti Papazzurri
Le palais Muti Papazzurri ou palais Muti Papazzurri alla Pilotta est un palais baroque situé sur la piazza della Pilotta, dans le rione Trevi de Rome, faisant partie du complexe résidentiel de la famille Muti Papazzurri avec le palais Muti voisin.

## Histoire
Le palais a été construit en 1660 par l'architecte Mattia De Rossi, élève du Bernin, probablement à l'occasion du mariage de Pompeo Muti Papazzurri avec Maria Isabella Massimo. Le bâtiment était relié au palais Muti, l'autre palais familial de la piazza dei Santi Apostoli, par une arche traversant la via dell’Archetto. Une gravure de 1699 montre une grande résidence urbaine construite autour d'une cour d'honneur ouverte, accessible par un arc de triomphe au centre d'une structure reliant deux ailes latérales (formant un ‘U’). Cette structure de base est toujours présente, mais des salles ont maintenant été construites reliant les deux ailes au-dessus de l'arche, qui s'ouvrent sur trois grandes fenêtres cintrées, modifiant de manière significative l'aspect ouvert de la façade, désormais fermée et traditionnelle. Le côté le plus ancien du bâtiment est celui de la via dell’Archetto.
Au XVIIIe siècle, ce palais était le centre d'un complexe résidentiel loué à des membres de la dynastie Stuart en exil, prétendants au trône britannique. En 1909, le bâtiment a été rénové et la conception originale de Rossi a été modifiée en retirant les tympans des fenêtres et les statues de l'avant-toit,.
La décoration intérieure, des XVIIe et XVIIIe siècles, a été entièrement conservée, y compris les fresques au plafond. La galerie, l'une des principales salles de réception, présente des fresques représentant des scènes de la mythologie classique attribuées à Giovanni Francesco Grimaldi (1606-1680), Giacinto Calandrucci et Niccolò Berrettoni. Grimaldi était l'un des peintres les plus célèbres de son temps et a travaillé pour le célèbre cardinal Mazarin,.
Au-dessus de l'avant-toit se trouve un attique et une terrasse du XXe siècle, un type de modification assez fréquent dans les palais historiques du centre de Rome à l'époque. Il a eu lieu en 1919, lorsque le pape Benoît XV a décidé de déplacer le siège de l'Université pontificale grégorienne de l'ancien palais Gabrielli Borromeo à un nouveau, beaucoup plus grand. Le palais Muti Papazzurri a été vendu ainsi que le palais Colonna qui fait face à la piazza della Pilotta  au Saint-Siège, qui abritait l'Institut pontifical biblique à la fin de 1948, qui abrite une bibliothèque avec plus de 135 000 titres. À la même occasion, la galerie Grimaldi est transformée en bibliothèque. Une autre petite arche, construite en même temps, traverse la via del Vaccaro et relie le palais à un ancien couvent franciscain attaché à la basilique des Saints-Apôtres, le palais Riario Della Rovere .

## Images

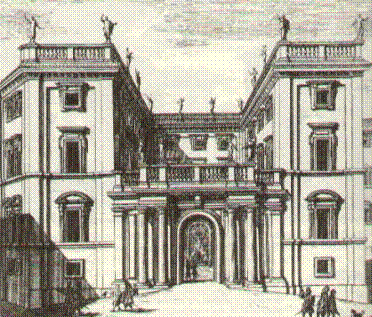
Alessandro Specchi. Estampe représentant le Palais Muti Papazzurri publiée en 1699.
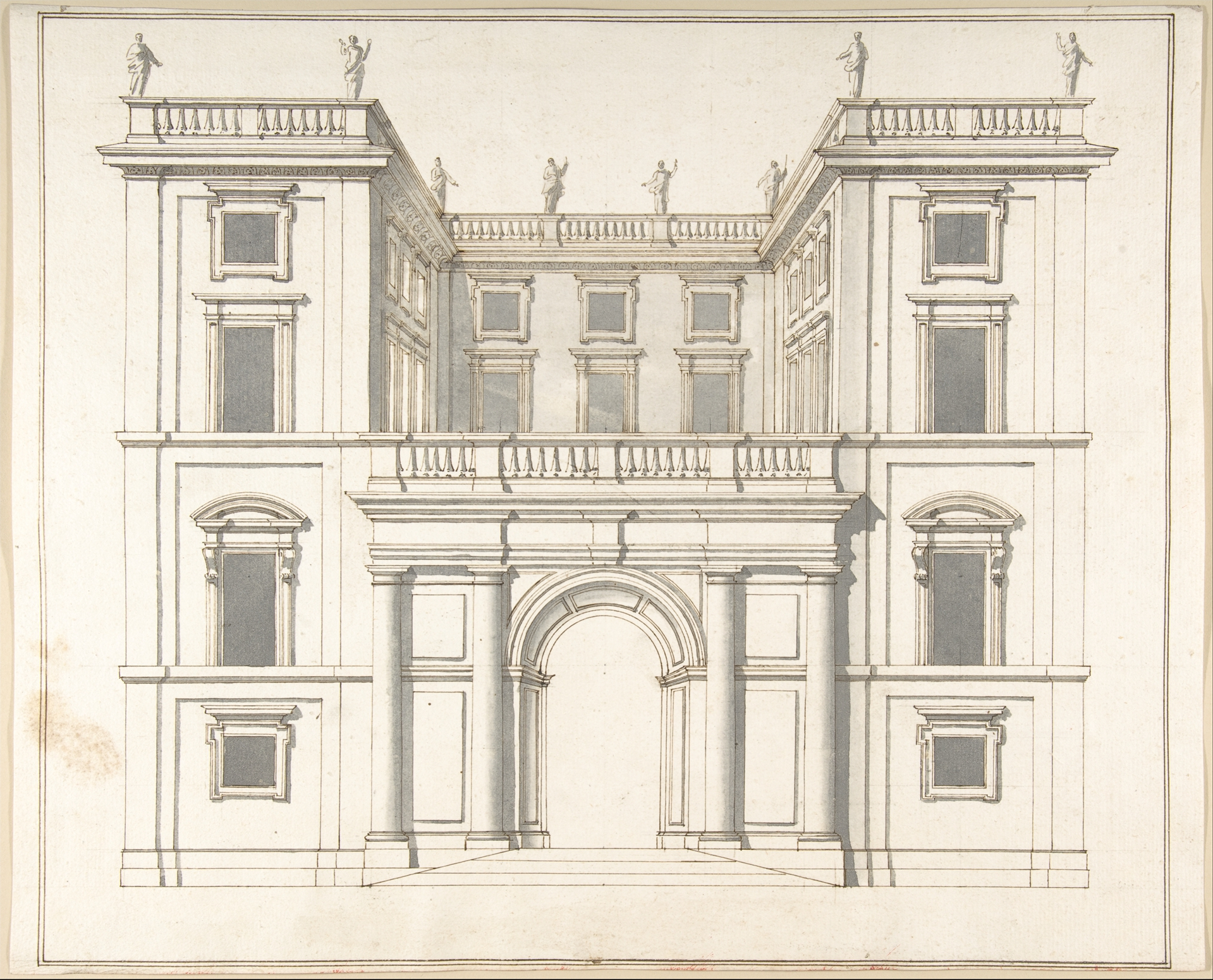
Façade originale dans un dessin des années 1710.
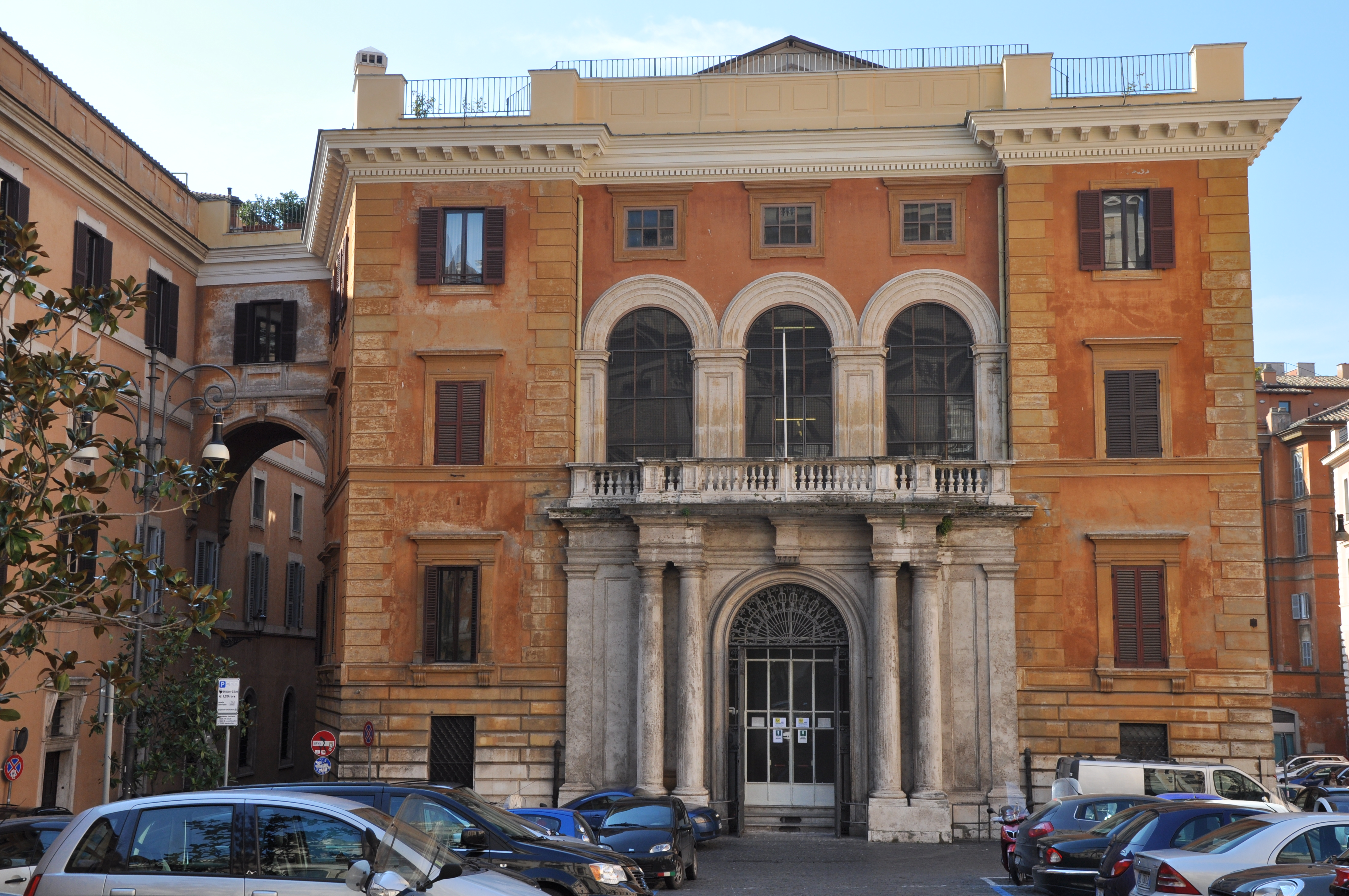
Vue du palais, avec l'arc sur la via del Vaccaro le reliant au palais Riario Della Rovere clairement visible sur la gauche.
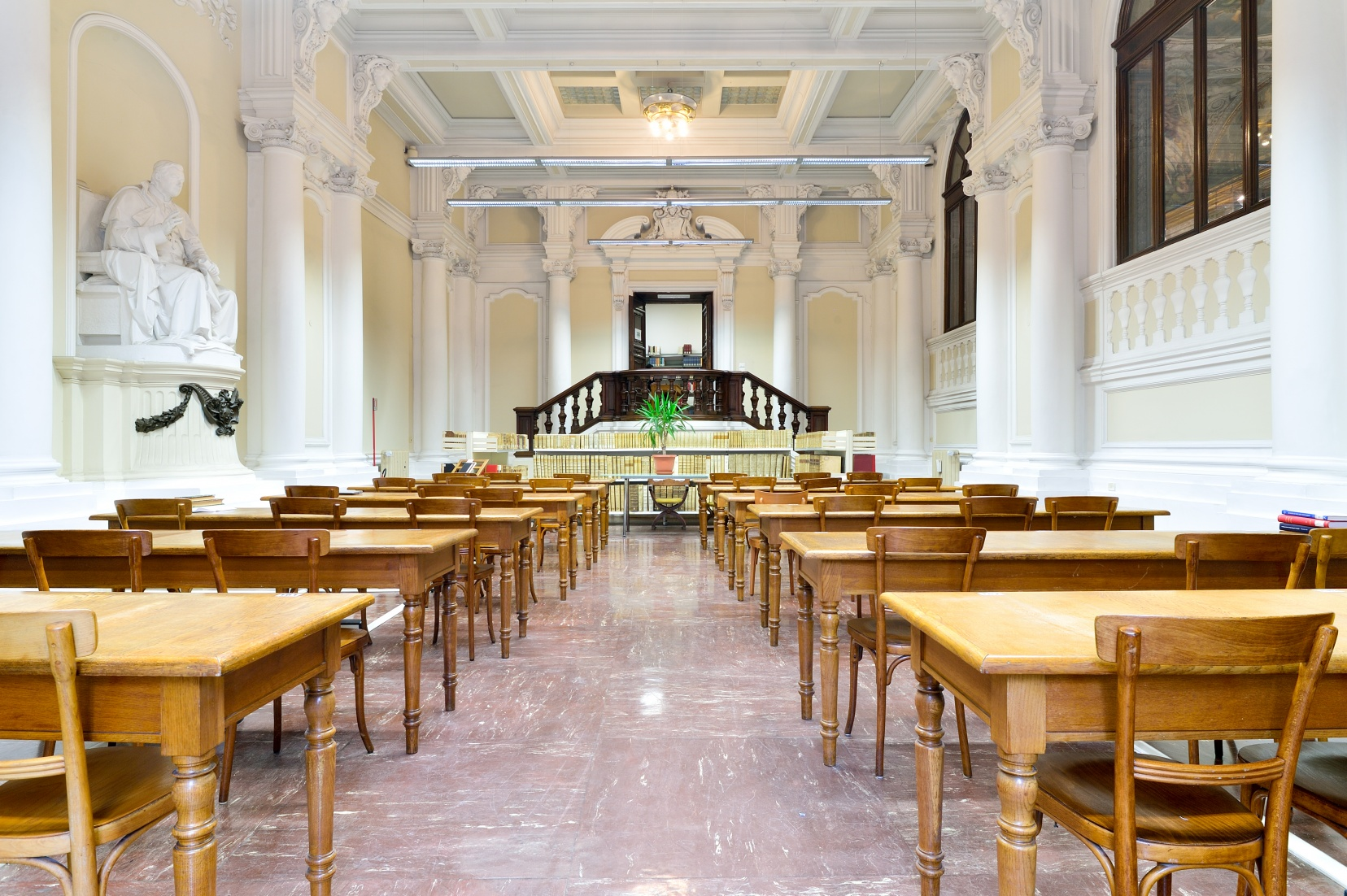
Bibliothèque.
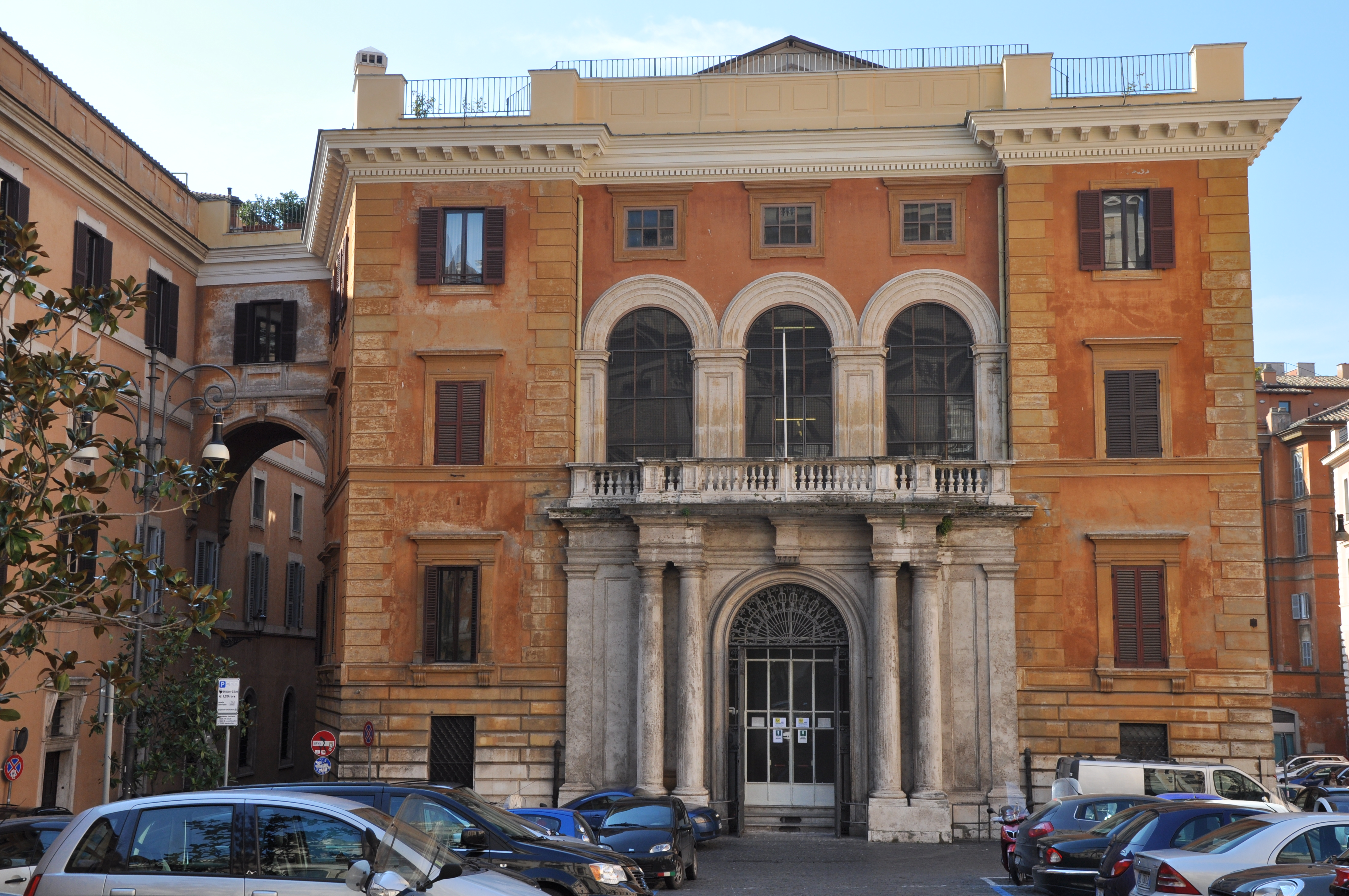
Façade.
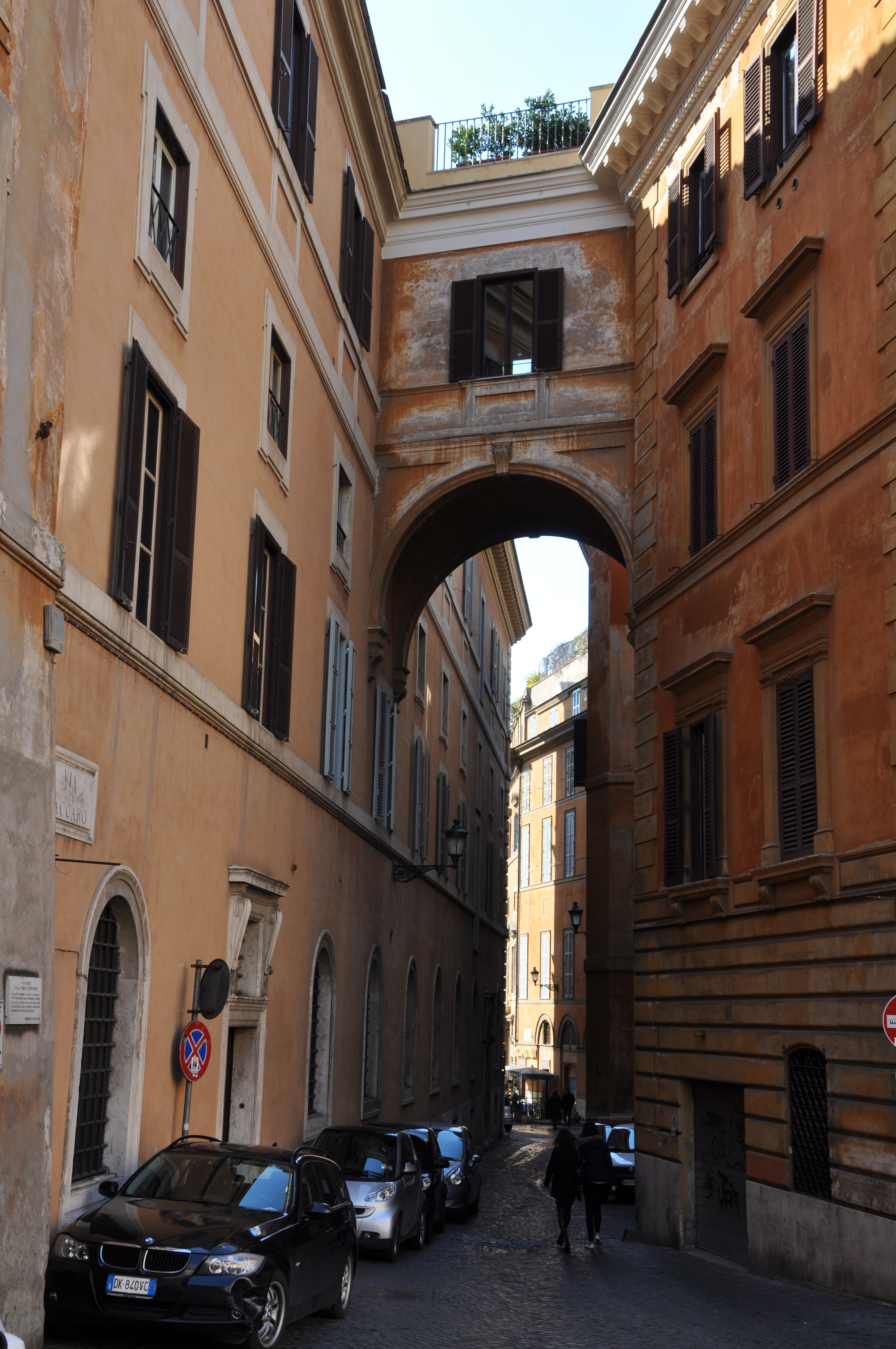
L'arc reliant les deux palais.